# استیون کلارک
استیون کلارک (به انگلیسی: Stephen Clark) ورزشکار مرد رشتهٔ شنا اهل کشور ایالات متحده آمریکا است. وی در بین سال‌های ‎۱۹۶۴ میلادی در مسابقات بازی‌های المپیک تابستانی در مجموع ۳ مدال طلا را کسب کرد.